# Обайш

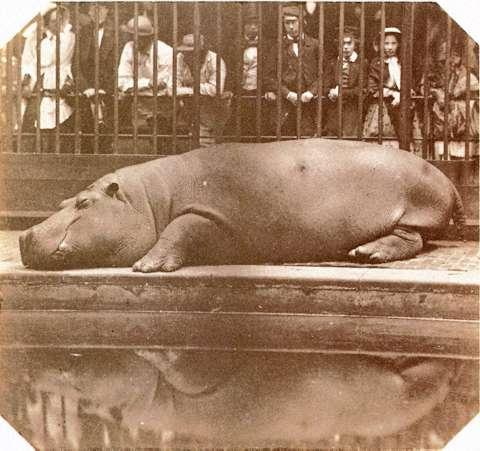
Посетители Лондонского зоопарка с восхищением смотрят на Обайша. На теле животного виден шрам. Фотография Хуана Карлоса де Бурбона, 1852 год

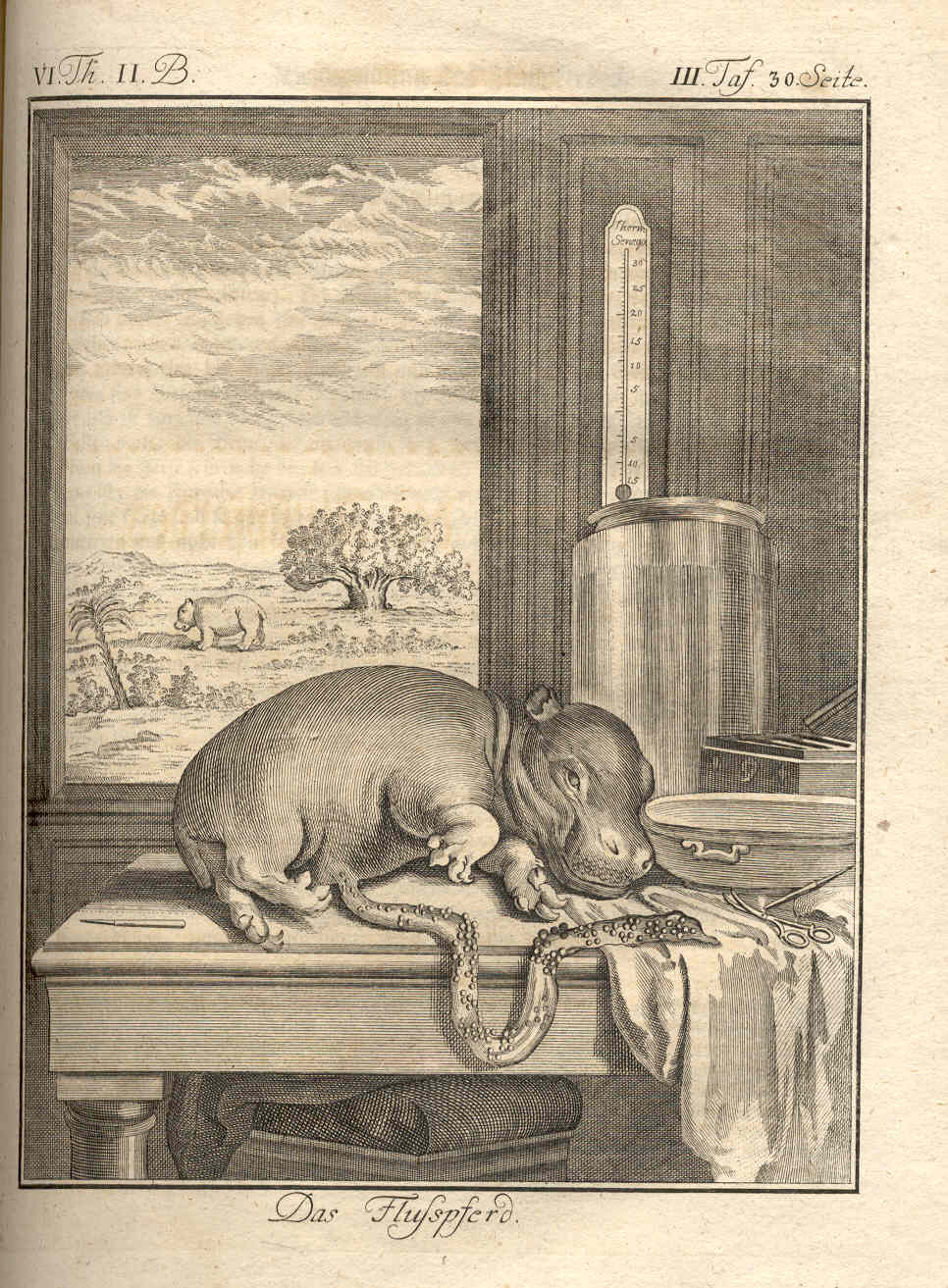
Гравюра на меди, изображающая бегемота вместе с анатомическими инструментами. Жорж-Луи Леклерк де Бюффон, «Всеобщая история природы». Вторая часть шестого тома, Лейпциг, 1767 год

Обайш (ок. 1849, остров Обайш на реке Белый Нил, ныне Судан — 11 марта 1878, Лондонский зоопарк, Лондон, Великобритания) — первый бегемот, привезённый в Европу со времён Плиния Старшего. Был захвачен детёнышем на острове, в честь которого и получил своё имя, в 1850 году доставлен в Каир, а оттуда, 25 мая того же года в Лондон, где привлёк большое внимание общества. От Аделы, самки бегемота, привезённой в Лондон в 1852 году, у него было трое детёнышей, из которых выжил лишь один, третий, названный первоначально «Гаем Фоксом». Прожив в Лондонском зоопарке 27 лет и 9 месяцев, Обайш скончался в 1878 году.

## История бегемотов в Европе
В отличие от слонов и носорогов, которые появлялись в Европе в виде подарков правителям или «ярмарочных диковинок» и начиная с XVI века были хоть и редкими, но относительно известными европейскому обществу животными-достопримечательностями, бегемоты к середине XIX века были известны только по древним источникам и современным (на тот момент) рассказам путешественников, и живьём их европейские обыватели не видели. Геродот писал о бегемотах в своём труде «История», также эти животные описывались в «Естественной истории» Плинием Старшим, где автор упоминал, в частности, о бегемоте, жившем в Риме. Однако древние описания бегемотов были не вполне точны. Согласно Геродоту, например, это животное имело лошадиную гриву, а Плиний утверждал, что эти существа ходят задом, что затрудняет их преследование.
Неаполитанский врач Федерико Дзеренги привёз в 1600 году из своей поездки шкуры двух бегемотов, которых он поймал в Египте с помощью подводной ловушки, в Рим. В музее Ла Спеколаво Флоренции сохранилось старинное художественное изображение бегемота; животное якобы было преподнесено в дар императору Леопольду II Габсбургу, в 1765—1790 годах бывшему также великим князем Тосканы, во Флоренции и там прожило несколько лет в садах Боболи, однако достоверность этого события не подтверждена никакими серьёзными источниками того времени. Известный французский натуралист Жорж-Луи Леклерк де Бюффон описал в своей работе Histoire naturelle générale et particulière (1749) череп и плод бегемота, выставленные в королевском «кабинете курьёзов».

## Жизнь
Египетский хедив Аббас-паша привёз бегемота в 1849 году из своей нильской экспедиции. Один из его охотников обнаружил в камышах острова Обайш на Ниле детёныша-самца бегемота, бывшего, вероятно, возрастом лишь в несколько дней, после того как его мать была им убита. При попытке поймать его руками, животное, чья шкура была скользкой и покрытой тиной, вывернулось и ушло под воду. Охотник смог вытащить его обратно на берег с помощью длинного рыболовного багра, поранив при этом левую часть его туловища. У животного остался шрам, который хорошо различим на фотографии 1852 года.

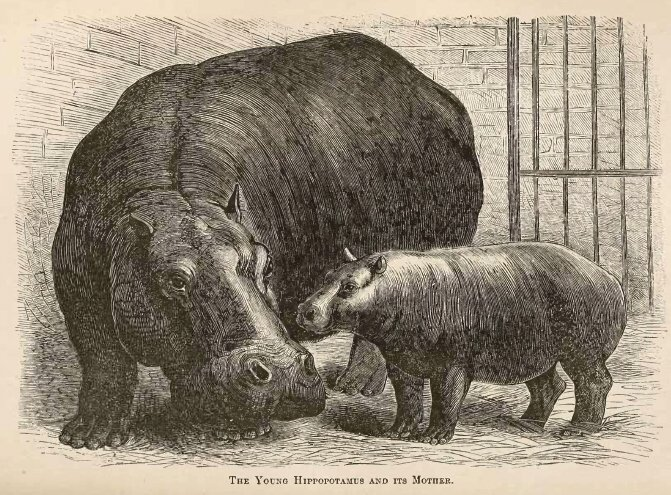
Адела и «Гай Фокс». Гравюра на дереве, 1873 год.

Первоначально детёныш был отправлен на построенной специально для него транспортной лодке вместе с эскортом из нубийских солдат по Нилу в Каир. Для зимнего содержания Обайша усилиями Чарльза Огастеса Мюррея, британского консула в Египте, был выстроен специальный «аквариум»; рацион бегемота состоял в основном из молока и кукурузы. В Каире Обайш получал 33 литра молока в день, и для его питания было выделено целое стадо коров. Аббас-паша 16 декабря 1849 года подарил детёныша, которому тогда уже дали имя Обайш, Чарльзу Огастесу Мюррею, позже ставшему известным как «Бегемот-Мюррей», наряду с некоторыми другими экзотическими животными, в обмен на что получил нескольких грейхаундов. Из Каира бегемот вместе со смотрителем-арабом был в апреле 1850 года отправлен на корабле Ripon в британский порт Саутгемптон, куда прибыл в 22:00 25 мая 1850 года и в тот же день был отправлен в Лондонский зоопарк. Мюррей прибыл в Англию на одном судне с ним. Обайша доставили из Саутгемптона специальным поездом, при этом он вёл себя под руководством смотрителя весьма спокойно и не доставил никаких проблем при спуске его с корабля, перевозке в фургоне от корабля до поезда и последующей транспортировке в вагоне до Лондонского зоопарка; его прибытие произошло точно по графику и без каких-либо осложнений.
Аббас-паша впоследствии послал ещё одного бегемота в Англию, который прибыл в Лондон 22 июля 1854 года. Это была самка, которой дали имя Адела, и она стала подругой Обайша. Прошло больше шестнадцати лет, прежде чем пара всё-таки произвела в феврале 1871 года потомство; их детёныш, однако, умер через два дня. Второй детёныш, родившийся в следующем году, также умер на четвёртый день после рождения, и только третьему, родившемуся 5 ноября 1872 года, удалось выжить. Это была самка, но сначала ей дали имя Гай Фокс. После того как смотрители заметили свою ошибку в определении пола, она была переименована в «мисс Гай».
Обайш умер 11 марта 1878 года, как было объявлено в вышедшем 13 марта в газете The Times некрологе — от старости. Адела пережила Обайша на четыре года — она умерла 16 декабря 1882 года. Мисс Гай осталась бездетной и умерла 20 марта 1908 года.

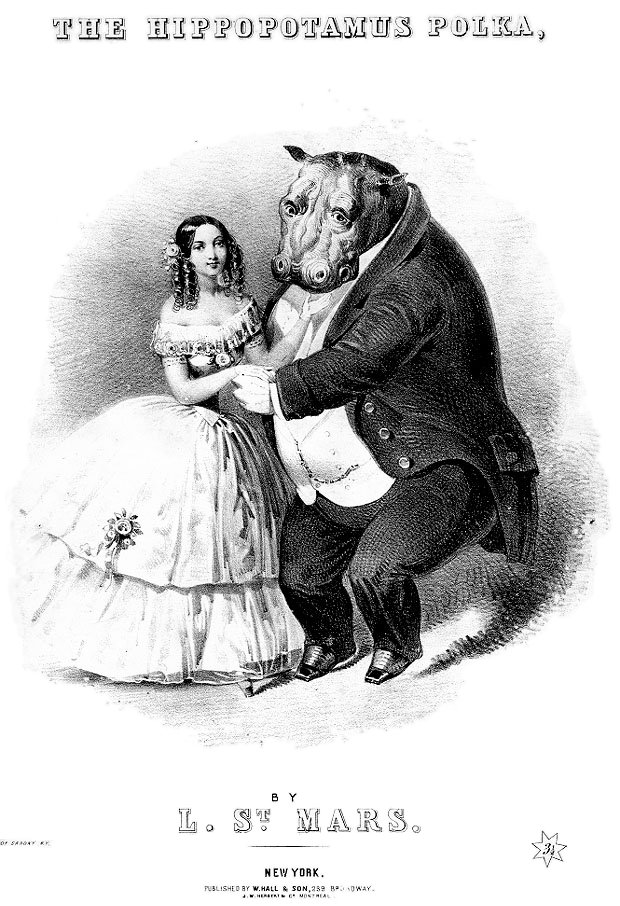
Hippopotamus Polka: титульный лист

## Популярность и память
Обайш сразу же после своего прибытия в Лондон стал объектом постоянного внимания со стороны посетителей Лондонского зоопарка. Не менее 10 тысяч человек каждый день приходили, чтобы посмотреть на это животное, и в первый год после его прибытия количество посетителей зоопарка как таковое увеличилось в два раза; изменение посещаемости показывает приведённая ниже таблица (данные по «Ежегодному отчёту» 1850 года):
|                                                   | 1849 год | 1850 год | Увеличение числа посетителей |
| ------------------------------------------------- | -------- | -------- | ---------------------------- |
| Привилегированный класс                           | 33,998   | 59,575   | 25,577                       |
| Платные посещения в любые дни, кроме понедельника | 51,163   | 117,672  | 66,509                       |
| Бесплатные посещения по понедельникам             | 72,160   | 160,496  | 88,336                       |
| Дети                                              | 11,574   | 22,859   | 11,085                       |
| Всего                                             | 168,895  | 360,402  | 191,507                      |

Никакое другое животное в зоопарках Англии, за исключением африканского слона Джамбо, не освещалось так активно в прессе и не стало так популярно, как Обайш; его появление стало для зоопарка, переживавшего сложные времена в отношении финансирования, существенным подспорьем. Бегемот стал причиной начала массовой торговли связанными с ним сувенирами и вдохновил создание музыкального произведения «Hippopotamus Polka». Льюис Кэрролл написал поэму об огромном аппетите бегемота. Королева Виктория приводила своих детей в его вольер и оставила некоторые заметки о поведении животного в своём дневнике.
В июле 1859 года Обайш сбежал из зоопарка, когда плотник занимался ремонтом его вольера и случайно оставил калитку открытой, и был обнаружен неподалёку поедающим сено; отставной хирург и писатель-натуралист Фрэнк Бакленд, бывший в тот день в зоопарке и ставший свидетелем событий, написал очерк об этом событии, оно также попало в газеты. Согласно воспоминаниям, вернуть Обайша в вольер смог его смотритель Мэттью Скотт, после того как Бакленд пригрозил тому судом: он начал кричать на Обайша, и бегемот, и так не любивший смотрителя, погнался за ним.
Биографический материал об Обайше ныне хранится в библиотеке Зоологического общества Лондона. При входе в его библиотеку посетителей встречает скульптура Обайша из обожжённой глины с берегов Нила.